# Tomoe
Un tomoe o tomoye (arcaico) (巴?) es una figura abstracta japonesa compuesta por comas, la forma usual del magatama. Es un elemento común de diseño usado en los emblemas de familias japonesas (家紋 kamon?)

## Simbolismo
El Tomoe está estrechamente asociado con los santuarios sintoístas, en particular los dedicados a Hachiman, el dios de la guerra y el tiro con arco. Hachiman en la cosmología y el ritual sintoístas, como por ejemplo en el santuario Hakozaki, se conecta repetidamente con el número tres. En el pensamiento sintoísta, este número se considera que representa los tres aspectos de los cuatro mitama o "almas" (el otro, el kushimitama se considera mucho más raro).
También se muestra comúnmente en pancartas y linternas que se utilizan en festivales y rituales relacionados con Amaterasu, quien en el Kojiki se enfrenta a su hermano Susanoo cuando usurpa su terreno en la tierra vistiéndose como un arquero, adornado con cuentas de magatama y ' una impresionante y alta protección para el brazo '(itu nö takatömö). Un tercer elemento de su panorama simbólico se refiere al agua, una asociación engendrada por su patrón de remolinos. Por ello, se dice que se ubica en techos y frontones como amuleto contra el fuego.
Dado que Hachiman fue adorado como el guardián de los guerreros, varios clanes samuráis como Nagao, Kobayakawa y Utsunomiya lo adoptaron como un elemento de diseño común en los emblemas familiares japoneses (家 紋, kamon). Entre los aristócratas, la familia Saionji lo usó como emblema familiar. La secta del budismo Koyasan Shingon utiliza el tomoe como una representación visual del ciclo de la vida.
Tomoe también es un nombre personal, que se remonta al menos a Tomoe Gozen (巴 御前), una famosa guerrera celebrada en el relato Heike Monogatari. En el festival Jidai Matsuri de Kioto, aparece en la sección de la procesión del período Heian vestida de samurái y desfila como símbolo de la valentía femenina.

## Imágenes

Diseño de tres tomoe en la tela de un tambor
Emblema de nueve tomoe triples del clan Nagao
Tomoe de dos comas
Tomoe de tres comas
Tomoe de cuatro comas
Sam Taegeuk coreano